# Padež (miasto Kruševac)
Padež (cyr. Падеж) – wieś w Serbii, w okręgu rasińskim, w mieście Kruševac. W 2011 roku liczyła 758 mieszkańców.